# Semigaye
Semigae (Semigaye, Shimigaya, Shimigae), pleme ili grupa srodnih plemena američkih Indijanaca porodice Zaparoan nastanjenih na jugu Ekvadora uz rijeku Curaray, gdje su moguće kao i njima srodni Gaye asimilirani od Kečua. U Semigaye pripadaju skupine koje govore nekoliko srodnih dijalekata, a predstavljaju ih: Aracohor, Comacor, Ichocomohor, Itoromohor, Maithiore, Mocosiohor i Usicohor. Maithiore, možda čine zasebno pleme. Jezično, kulturno i geografski Semigaye su najsrodniji plemeu Gaye, i zajedno s njima pripadaju grupi poznatoj kao Andoan.
Gae ili Gaye i Semigae su po opisima bili dosta različiti od Zapara, prema nekima i njihovi neprijatelji, a prema drugima, bili su saveznici. Njihov kraj prostirao se između Bobonaze i Tigre. Njihovo ime dolazi po riječi shimi u značenju jezik, tako da bi shimigae označavalo onoga koji govori jezikom gae. Semigae i Gae stradali su od strane Španjolaca nakon uspostava reductiona i encomienda u drugoj polovici 17. stoljeća. gdje su bili izvrgnuti mučnom radu sve do smrti. Najkasnije do 1768. ove obje skupine su nestale, ali potomaka bi mogli imati među Andoa Indijancima, za koje Catherine Peeke (1954) kaže  'all the women in the mission spoke Semigae, except their chief and most of the men, who were Saparas' ,  odnosno da sve žene u misiji govore semigae jezikom, osim njihovog poglavice i većine muškaraca, koji su bili Zapari.

## Vanjske poveznice
- Sápara: Los aritiakus, hijos e hijas del mono colorado